# Aggarps församling
Aggarps församling var en församling  i Lunds stift i nuvarande Svedala kommun. Församlingen uppgick tidigt i Svedala församling.
Kyrkan låg i Aggarp. Kyrkan har säkerligen funnits redan på 1200-talet men lades ner senast på 1500-talet.

## Administrativ historik
Församlingen har medeltida ursprung och uppgick tidigt i Svedala församling.